# Mandello Vitta
Mandello Vitta är en ort och kommun i provinsen Novara i regionen Piemonte i Italien. Kommunen hade 228 invånare (2018).